# 스트릭틀리 컴 댄싱
《스트릭틀리 컴 댄싱》(Strictly Come Dancing)은 2004년부터 영국 BBC One에서 방송되는 춤 경연회이다. 세계 각국으로 판권이 판매되어 《댄싱 위드 더 스타》라는 이름으로 여러 나라에서 방송되고 있다.